# Francisca Josefa del Castillo
Francisca Josefa de la Concepción del Castillo y Guevara (Tunja, Nuevo Reino de Granada, octubre de 1671 - Tunja, 7 de agosto de 1742) de nombre Doña Francisca Josefa de Castillo y Guevara o Madre Francisca Josefa de la Concepción, conocida también como Francisca Josefa del Castillo, Madre del Castillo o Madre Castillo, fue una monja clarisa y escritora mística neogranadina en Tunja, Boyacá, Colombia.

## Orígenes
Francisca descendía de una familia de poder, ligada al Capitán Don Bernadino de Mujica y Guevara, Juan de Guevara, el segundo fue fundador del Mayorazgo de San Lorenzo de Arriba, en la Actual vereda la Trinidad en Duitama, donde tenían su finca de recreo, y donde también tuvieron, los Molinos de Bonza, que llegaron a su punto más próspero para la familia en el siglo XVII.
Los Molinos de Bonza son famosos porque posteriormente, José María Barreiro Manjón (Teniente de la III División Realista, de los españoles en la Guerra de Independencia de la Nueva Granada), estuvo refugiándose allí, después de la Batalla del Pantano de Vargas, cuando Simón Bolívar, al mando del Ejército Independentista, con el apoyo de la Legión Británica al mando de James Rooke, derrotó a Barreiro.
El padre de Sor Josefa del Castillo y Guevara, oriundo de la Villa de Escavilles, en Toledo, España, era el licenciado Don Francisco Ventura del Castillo y Toledo, que había llegado al Nuevo Reino de Granada en 1661, enviado por el rey como teniente de corregidor y alcalde mayor de minas; se casó con María Guevara Niño y Rojas, tunantea de origen vasco; Francisca Josefina fue la menor de cuatro hijos (según otras versiones, la quinta de nueve hijos). Fue bautizada por el confesor de su madre, el padre Diego Solano, de la Compañía de Jesús. Sus primeras letras las aprendió con su madre, quien la introdujo en la lectura de Santa Teresa de Jesús, lo que influyó en el desarrollo de su vocación religiosa. Desde niña fue abstraída y enfermiza; jugaba a organizar procesiones de imágenes.
“Decían que aun cuando apenas podía andar, me escondía a llorar lágrimas, como pudiera una persona de razón, o como si supiera los males en que había de caer ofendiendo a Nuestro Señor y perdiendo su amistad y gracia. Tuve siempre una grande y como natural inclinación al retiro y soledad; tanto, que, desde que me puedo acordar, siempre huía la conversación y compañía, aún de mis padres y hermanos; y Nuestro Señor misericordiosamente me daba esta inclinación, porque las veces que faltaba de ella, siempre experimenté graves daños”.

### Vida religiosa

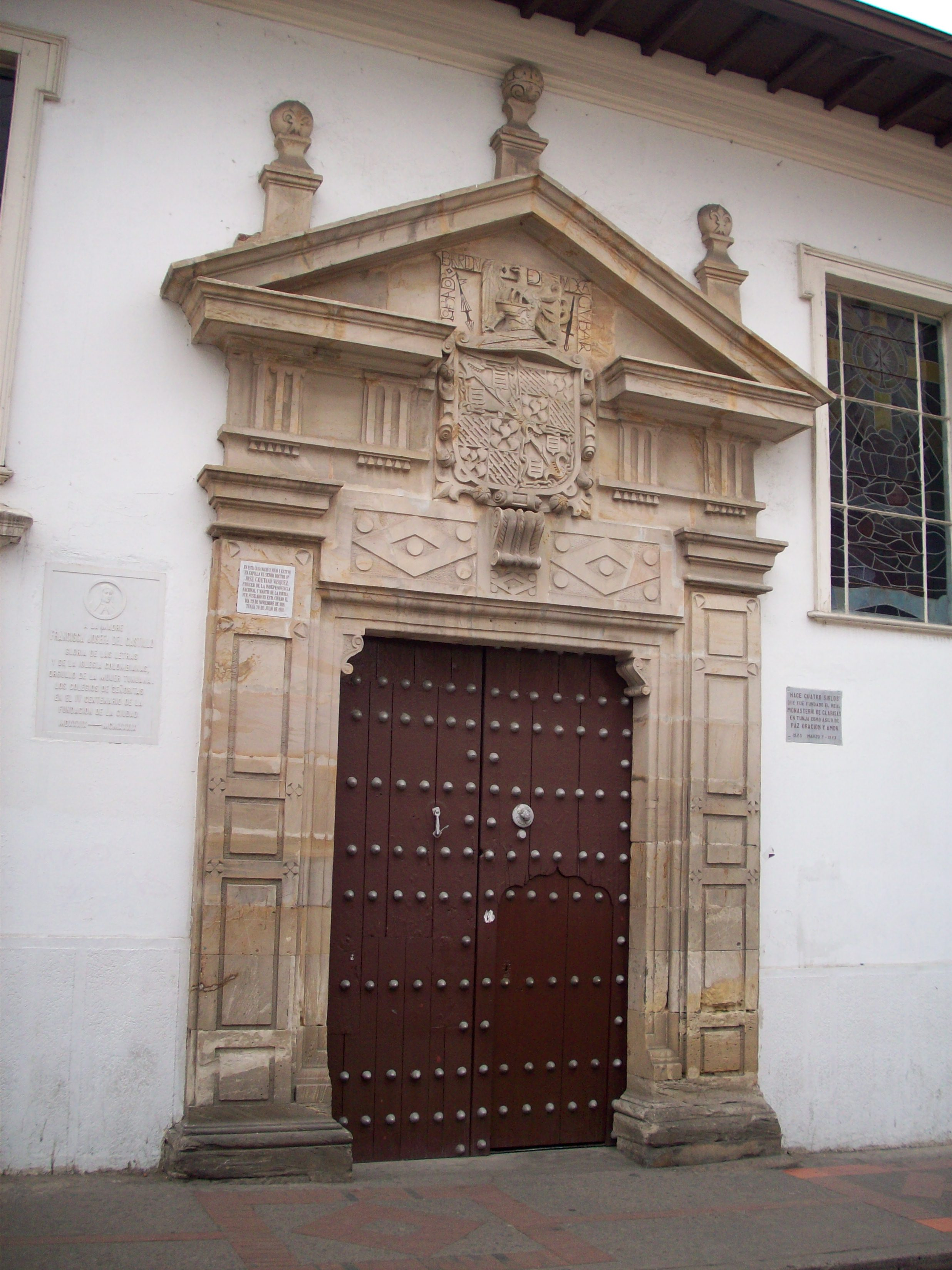
Portal del Convento de Santa Clara la Real de Tunja.

A los 18 años, luego de enfrentar la oposición familiar, ingresó al Convento de Santa Clara la Real, en Tunja; estuvo dos años como seglar y dos como novicia. El 24 de septiembre de 1694, a los 23 años, hizo su profesión de monja. Por este tiempo, Francisca Josefa compró su propia celda, que tenía una tribuna con vista sobre la capilla y, por el otro lado, daba sobre un huerto con árboles frutales. Esa celda se ha convertido en la actualidad en un destino turístico para quienes visitan el convento.
Su vida inicial en el convento fue difícil, debido a la envidia que generaba la inteligencia destacada de Francisca (pese a los recursos académicos escasos, logró aprender latín y acceder a la lectura de la Biblia). En 1691 inició su noviciado y tres años después profesó los votos de monja, con el nombre de Francisca Josefa de la Concepción.
Durante su formación tuvo acceso a la biblioteca del convento y aunque los historiadores no brindan datos exactos del catálogo, Achury (1952) sugiere que entre sus lecturas se hallaba a San Juan de la Cruz, a Santa Teresa de Jesús y Santo Tomás de Aquino. De ser así, Achury estaría en consonancia con historiadores como Jaramillo Uribe, quien argumenta el fuerte arraigo escolástico en la moral, la educación y el arte colombiano, pues durante décadas las lecciones impartidas en los claustros colombianos eran dominadas por las ideas aristotélicas y tomistas. 
Además de esto, en su vida también influyeron los sacerdotes que oficiaron como sus confesores, quienes la animaron a escribir sobre los sentimientos místicos que experimentaba. Ejerció todo tipo de labores dentro de su comunidad religiosa, como sacristana, partera, enfermera, maestra de novicias, escucha, secretaria y gradera, y en cuatro ocasiones fue elegida abadesa (1715, 1718, 1729 y 1738). También aprendió a tocar el órgano.

## Obras
El mismo año en que profesó como monja, el padre Francisco de Herrera, su confesor entre 1690 y 1695, le mandó que escribiera los sentimientos que Dios le inspiraba; así nacieron los Afectos espirituales, una de sus más importantes obras. También escribió una autobiografía llamada simplemente Vida, comenzada al parecer en 1713 por mandato del padre Diego de Tapia, y numerosas composiciones breves en verso y en prosa.
Sus escritos fueron recopilados por Antonio María del Castillo y Alarcón, su sobrino, quien en  1817 publicó (Vida) en Filadelfia (Estados Unidos), y en 1843, en Bogotá, los Afectos espirituales. Una característica de su obra es que no incluye fechas en días, meses ni años, sino que anota solamente la fiesta del santo que corresponda según el calendario litúrgico.
Ha sido estudiada por Darío Achury Valenzuela, Constanza Toquica, Ángela Inés Robledo, Antonio Gómez Restrepo, Elisa Mújica, José María Vergara y Vergara y Daniel Alejandro Montes, entre otros, quienes la reconocen como una de las escritoras más destacadas de la literatura colombiana y de la literatura virreinal.
Una de sus obras poéticas más conocidas y estudiadas es el Afecto 45, titulado Deliquios del Divino Amor en el corazón de la criatura, y en las agonías del huerto:

El habla delicada
del amante que estimo,
miel y leche destila
entre rosas y lirios.
Su meliflua palabra
corta como rocío,
y con ella florece
el corazón marchito.
Tan suave se introduce
su delicado silbo,
que duda el corazón,
si es el corazón mismo.
Tan eficaz persuade,
que cual fuego encendido
derrite como cera
los montes y los riscos.
Tan fuerte y tan sonoro
es su aliento divino,
que resucita muertos,
y despierta dormidos.
Tan dulce y tan suave
se percibe al oído,
que alegra de los huesos
aun lo más escondido.
Al monte de la mirra
he de hacer mi camino,
con tan ligeros pasos,
que iguale al cervatillo.
Mas ¡ay! Dios que mi amado
al huerto ha descendido,
y como árbol de mirra
suda el licor más primo.
De bálsamo es mi amado,
apretado racimo
de las viñas de Engadi,
el amor le ha cogido. 
Su poesía mística tiene como propósito fomentar virtudes para alcanzar a Dios, exhortando a quienes leen sus versos, a las ‘almas ansiosas por Dios’ como afirma Achury (1952), a dirigirse a Él. En este sentido, es importante comprender su noción del ‘camino’, en tanto desea describir el camino de lo terreno a lo celestial, porque, según el Afecto 1, “Desamparado está el hombre, el Señor es ayudador del huérfano […] en esto me consuela Tu Palabra, que llama a los sedientos y dice: bebed de la doctrina de mi vida”.
Es posible encontrar en su obra referencias a la estética aristotélica y tomista, especialmente en la idea de un arte que tiende hacia el Bien y que pretende ser ejemplo de virtudes. La estética tomista, por ejemplo, propone que la cualidad del arte es producir belleza que tenga un efecto de claridad espiritual, de guía hacia el Sumo Bien, siendo un medio para establecer los valores cristianos en consonancia a Dios. Es por esto que la Madre del Castillo escribe en su Afecto 21 sobre “la hermosura de las virtudes” y en el Afecto 32 sobre las acciones que deben ir “de virtud en virtud, de claridad en claridad, hasta ver al Dios de los dioses y al Señor de las virtudes en la Sión Santa”. Así, y dado que ella misma estuvo “sin poder entrar por camino ni hallarlo” (Afectos espirituales), espera ser un faro de luz que enseña con su experiencia y ascetismo a llegar a Dios.